# Automatic Exhaust Control
AEC staat voor Automatic Exhaust Control en betreft een powervalve van Suzuki-tweetaktmotoren, zowel werkend met de draaiende wals van YPVS als de extra kamer van ATAC.
Ook het doel is gelijk: meer vermogen in het middentoerengebied. De première vond plaats op de Suzuki XR 45 (RG 500) wegracer, het systeem werd voor het eerst op een wegmotor toegepast met de RG 500 Gamma (1985). Vanaf 1986 ook op de RM-modellen (crossers).